# 栗山和樹
栗山 和樹（くりやま かずき、1963年3月13日 - ）は、日本の作曲家、編曲家。兵庫県神戸市兵庫区出身。

## プロフィール
4歳からピアノを始め、早くから映画音楽の作曲家を志す。12歳でトロンボーンを始め、15歳の時にジャズオーケストラのグループを結成、自らの手で手掛けるようになった。兵庫県立兵庫高等学校、国立音楽大学作曲科卒業、同大学院音楽研究科作曲理論専攻修了。米スタンフォード大学CCRMA（コンピュータによる音楽・音響研究所）に留学し、シンセサイザー、コンピューター・プログラミングを学ぶ。
1992年サンノゼの国際コンピュータ音楽会議に「コンピュータと尺八のための〈2つの古い民謡〉」が入賞、1995年「デュアル・フレーズ―2つの弦楽四重奏のために」でバンコクにおけるアジア作曲家連盟総会・音楽祭の青年作曲賞第2位など、海外でも高い評価を受けた。
『北条時宗』の紀行コーナーで流れた「蒼風」はジャズを思わせる楽曲と山下洋輔のピアノ演奏が相まって高い評価を得ている。また、母校の国立音楽大学（教授）および洗足学園音楽大学（客員教授）で後進の育成にもあたっている。JASRAC編曲審査委員会委員。

## 代表的な作品

### テレビドラマ

#### NHK
- 大河ドラマ「北条時宗」2001年
- 「シェエラザード〜海底に眠る永遠の愛〜」2004年
- 連続テレビ小説「芋たこなんきん」2006年
- ドラマ館「日輪の翼」1999年
- ドラマ館「結婚ラプソディ 結婚狂騒曲」1999年
- ドラマ新銀河「素敵に女ざかり」
- 土曜ドラマ「トップセールス」2008年
- BS時代劇「子連れ信兵衛」2015年
- BS時代劇「子連れ信兵衛2」2016年

#### 日本テレビ系
- 松本清張七回忌特別企画・熱い絹 1998年

#### TBS系
- 「女系家族」
- 「汚れた舌」
- 「年下の男」
- 「メモリー・オブ・ラブ」
- 「ピュア・ラブ」シリーズ
- 「to Heart 〜恋して死にたい〜」
- 花王愛の劇場「湘南ペンション通り」

#### テレビ朝日系
- 「八丁堀の七人」
- 「天罰屋くれない 闇の始末帖」
- 「新選組血風録」（1998年版）
- 「太閤記〜天下を獲った男・秀吉」
- 「素浪人 月影兵庫」
- 「敵は本能寺にあり」
- テレビ朝日開局50周年記念ドラマスペシャル 「天と地と」
- 「メイド刑事」

#### テレビ東京系
- 「天下騒乱〜徳川三代の陰謀」
- 「刺客請負人」
- 「幻十郎必殺剣」（2008年1月-3月）
- 「雪冤」（2010年9月）
- テレビ東京開局50周年特別企画ドラマスペシャル「永遠の0」(2015年2月)
- 新春時代劇「信長燃ゆ」（2016年1月）

### 映画
- 東映 「極道の妻たち・決着」
- 松竹 「陽炎3」
- 松竹 「陽炎4」
- 今村プロダクション 「カンゾー先生」（編曲）
- にっかつ 「カッパの三平」
- にっかつ 「星空のバイオリン」
- 「ホームカミング」
- 多十郎殉愛記
- 時代劇は死なず ちゃんばら美学考

### CM
- JR東日本グループ「HARMONY」（歌:高橋洋子）
- 日本通運「引越しパック」
- ユニ・チャーム「クック・アップ」

### その他
- ゲーム「三國志IX」（コーエー）
- 「芸術劇場」（NHK） タイトル
- 「名曲アルバム」 (NHK) ※編曲
- 「ベストタイム」（TBS）タイトル
- 「JNNニュースバード」 タイトル
- 土曜ソリトン SIDE-B (NHK)「ミュージック・ワークショップPART1」音楽プロデュース
- オリンピック賛歌